# Öckerö gymnasieskola
Öckerö seglande gymnasieskola är en kommunal skola på ön Öckerö utanför Göteborg. Den grundades 1999 och har omkring 300 elever. Havet står i fokus på skolans olika program. På skolan går cirka 300 elever på utbildningar med sjöfartsinslag. Öckerö Gymnasieskola ingår i Göteborgsregionen, ett samarbete mellan 13 kommuner, och eleverna vid Öckerö Gymnasieskola kommer från olika delar av regionen.

## Skolskeppet T/S Gunilla

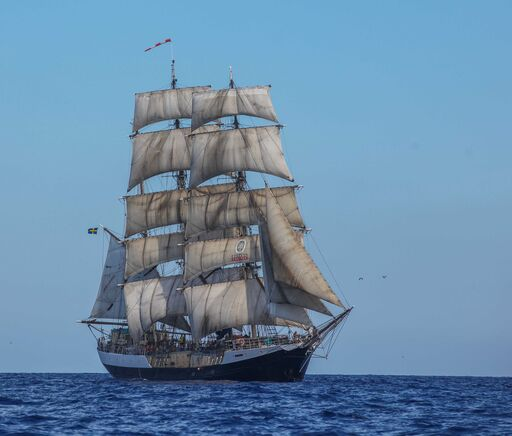
T/S Gunilla.

Eleverna på skolan seglar med skolans fartyg T/S Gunilla. För de elever som mönstrar på under utbildningen så seglar fartyget cirka två månader av läsåret, och kombinerar  seglandet med skolarbete och olika exkursioner vid besök i hamnar. Seglingarna genomförs i Nordsjön, Atlanten, Medelhavet och Karibiska havet. Varje år korsas Atlanten i båda riktningarna.

## Program
I och med Gymnasiereformen 2011 har skolan från och med hösten 2011 följande program. Naturvetenskap, Samhällsvetenskap och Sjöfart Däck/Maskin. De tidigare programmen Den Seglande Gymnasieskolan, Marinbiologi och Fiske- och Sjöfartstekniskt avslutades med 2010 års intagning. Från hösten 2020 erbjuder Öckerö seglargymnasium även ett ekonomiprogram.